# Daemon linearis
Daemon linearis là một loài bọ cánh cứng trong họ Ptilodactylidae. Loài này được Laporte de Castelnau miêu tả khoa học năm 1836.